# Abigail Hobbs
Abigail Hobbs est l'une des protagonistes, accusée de sorcellerie, des procès des sorcières de Salem qui se sont déroulés aux États-Unis à la fin du XVIIe siècle.

## Histoire
La famille Hobbs est une famille de colons ayant vécu au XVIIe siècle à Falmouth dans la colonie anglaise de la baie du Massachusetts (actuellement dans le Maine) avant de déménager dans le village de Salem (aujourd'hui Danvers dans le Massachusetts). Abigail Hobbs y vit notamment avec son père, William Hobbs et sa belle-mère Deliverance Hobbs.
Entre février 1692 à mai 1693, les colonies anglaises nord-américaines et plus spécialement les villages avoisinant Salem (dont le village de Salem) sont marquées par une virulente chasse aux sorcières. C'est dans ce contexte que le 18 avril 1692, Abigail Hobbs alors adolescente (elle aurait alors entre 14 et 16 ans) ainsi que trois autres personnes Giles Corey, Mary Warren (en) et Bridget Bishop sont arrêtés et accusés de sorcellerie. Trois jours plus tard, ce sont son père et sa belle-mère qui sont à leur tour accusés de sorcellerie.
Au cours de multiples interrogatoires organisés entre avril et juin 1692 par des magistrats locaux, Abigail reconnait avoir pratiqué la sorcellerie et accuse d'autres personnes des mêmes chefs d'accusations dont John Proctor et George Burroughs, l'ancien ministre de Salem. Lors de son procès en septembre 1692, elle plaide coupable pour les deux actes d'accusation contre elle, l'un pour avoir frappé Mercy Lewis (en) et l'autre pour avoir fait un pacte avec le diable. Elle est finalement reconnue coupable de sorcellerie.
En janvier 1693, le gouverneur William Phips gracie la famille Hobbs après que le magistrat en chef William Stoughton a signé le mandat de son exécution. En 1710, le père d'Abigail demande au tribunal de le dédommager des 40 £ que lui a coûté l'emprisonnement de sa famille mais revoit ses prétentions et déclare qu'il serait prêt à accepter seulement 10 £. En 1711, la Cour générale du Massachusetts vote l'Act for Reversal of Attainder (librement traduisible par « Loi d'annulation des crimes capitaux ») qui annule toutes les charges et toutes les peines liées à la chasse aux sorcières de cette période, et accorde des dédommagements aux anciens accusés.

## Dans la culture populaire
Dans la série télévisée Hannibal, Abigail Hobbs est le nom d'une adolescente qui développe une relation complexe, semblable à une relation père-fille, avec Hannibal Lecter, et devient alors sa confidente.
Abigail Hobbs est la protagoniste principale de la bande dessinée Les filles de Salem de Thomas Gilbert (Dargaud, 2018), récit très librement inspiré des procès en sorcellerie de Salem.